# Grande-Saline (Haiti)
Grande-Saline (Haitianisch-Kreolisch: Grann Salin) ist eine Gemeinde im Département Artibonite von Haiti.

## Geschichte
Grande-Saline erhielt seinen Namen nach den ausgedehnten Salzsümpfen, die den Ort wegen häufiger Überflutungen umgaben.
Im Jahr 1795 war das Dorf Schauplatz militärischer Auseinandersetzungen zwischen dem noch für die Franzosen kämpfenden Toussaint Louverture und Engländern, die das Gebiet besetzt hatten. Louverture gelang es, die Briten zu vertreiben.
Unter der Regierung von Präsident Canal erhielt Grande-Saline im Jahr 1876 den Rang einer Gemeinde.

## Lage und Beschreibung
Grande-Saline liegt an der Mündung des Rivière Artibonite, des längsten Flusses der Insel Hispaniola.
Neben dem Stadtzentrum Ville de Grande-Saline besteht ein Gemeindebezirk:
- Potenau mit Carrefour-Trois-Bornes, Dauphin, Drouin, Grand-Trou, Laporte, La Porte, Potenot, Pothenot, Robinet, Rossignol, Théard, Trois-Bornes und Vallée-de-l'Artibonite .

Die an der Küste gelegene Gemeinde ist rund 25 Kilometer von der Route Nationale RN-1 entfernt, die östlich Saint-Marc (im Süden; 46 Kilometer entfernt) mit Gonaives (im Norden; 50 Kilometer entfernt) verbindet.